# La Geneytouse
La Geneytouse is een gemeente in het Franse departement Haute-Vienne (regio Nouvelle-Aquitaine) en telt 738 inwoners (1999). De plaats maakt deel uit van het arrondissement Limoges.

## Geografie
De oppervlakte van La Geneytouse bedraagt 19,5 km², de bevolkingsdichtheid is 37,8 inwoners per km².
De onderstaande kaart toont de ligging van La Geneytouse met de belangrijkste infrastructuur en aangrenzende gemeenten.

## Demografie
Onderstaande figuur toont het verloop van het inwonertal (bron: INSEE-tellingen).